# Rio Gozna
O Rio Gozna é um rio da Romênia, afluente do Bârzava, localizado no distrito de Caraş-Severin.